# 3780 Maury
3780 Maury è un asteroide della fascia principale. Scoperto nel 1985, presenta un'orbita caratterizzata da un semiasse maggiore pari a 2,8693793 au e da un'eccentricità di 0,0609527, inclinata di 2,74052° rispetto all'eclittica.
L'asteroide è dedicato all'astronomo francese Alain Maury.